# Metanefrogeen blasteem
Het metanefrogeen blasteem is een van de twee embryologische structuren die de start vormen van de nier, de andere is de urineleiderknop. Het ligt als een kapje om het verwijde uiteinde van de urineleiderknop.
Rond de 33e dag na de bevruchting groeit de zogenaamde urineleiderknop vanuit de gang van Wolff ter hoogte van de eerste heiligbeenwervel. Deze knop veroorzaakt een verdichting van het mesenchym, wat het metanefrogeen (metanefrisch) blasteem wordt genoemd.
Metanefrogeenblasteemweefsel ontwikkelt zich meestal tot nefronen, maar kan ook deel gaan uitmaken van het verzamelkanaalsysteem.
Het systeem van weefselinductie tussen de urineleiderknop en het metanefrogeen blasteem is een wederzijds controlesysteem. GDNF, een van gliacellen afgeleide neurotrofe factor, wordt geproduceerd door het metanefrogeen blasteem en is essentieel voor de binding aan de Ret-receptor aan de urineleiderknop, die zich splitst en samenvloeit als resultaat van de vorming van het nierbekken, de grote en kleine nierkelken en verzamelkanalen. Mutaties in het EYA1-gen, waarvan het product de GDNF-expressie in de zich ontwikkelende nier reguleert, leiden tot de nierafwijkingen van het BOR-syndroom (branchio-oto-renaal syndroom).